# Площа Чорновола (Херсон)
Пло́ща Чорново́ла  — площа, розташована у Дніпровському районі Херсона.
На площу виходять Кіндійське шосе та вулиця Херсонська.
У травні 2011 року Херсонська міська рада ухвалила рішення присвоїти ім’я В’ячеслава Чорновола безіменній площі біля торговельного центру «Салют». У серпні цього ж року, до 20-річчя Незалежності України, на цій площі було відкрито гранітний пам’ятний знак, на якому зображено герб України та зазначено, що ця площа носить ім'я В’ячеслава Чорновола.